# Adyton

Typické umístění adytonu na schématu starořeckého chrámu

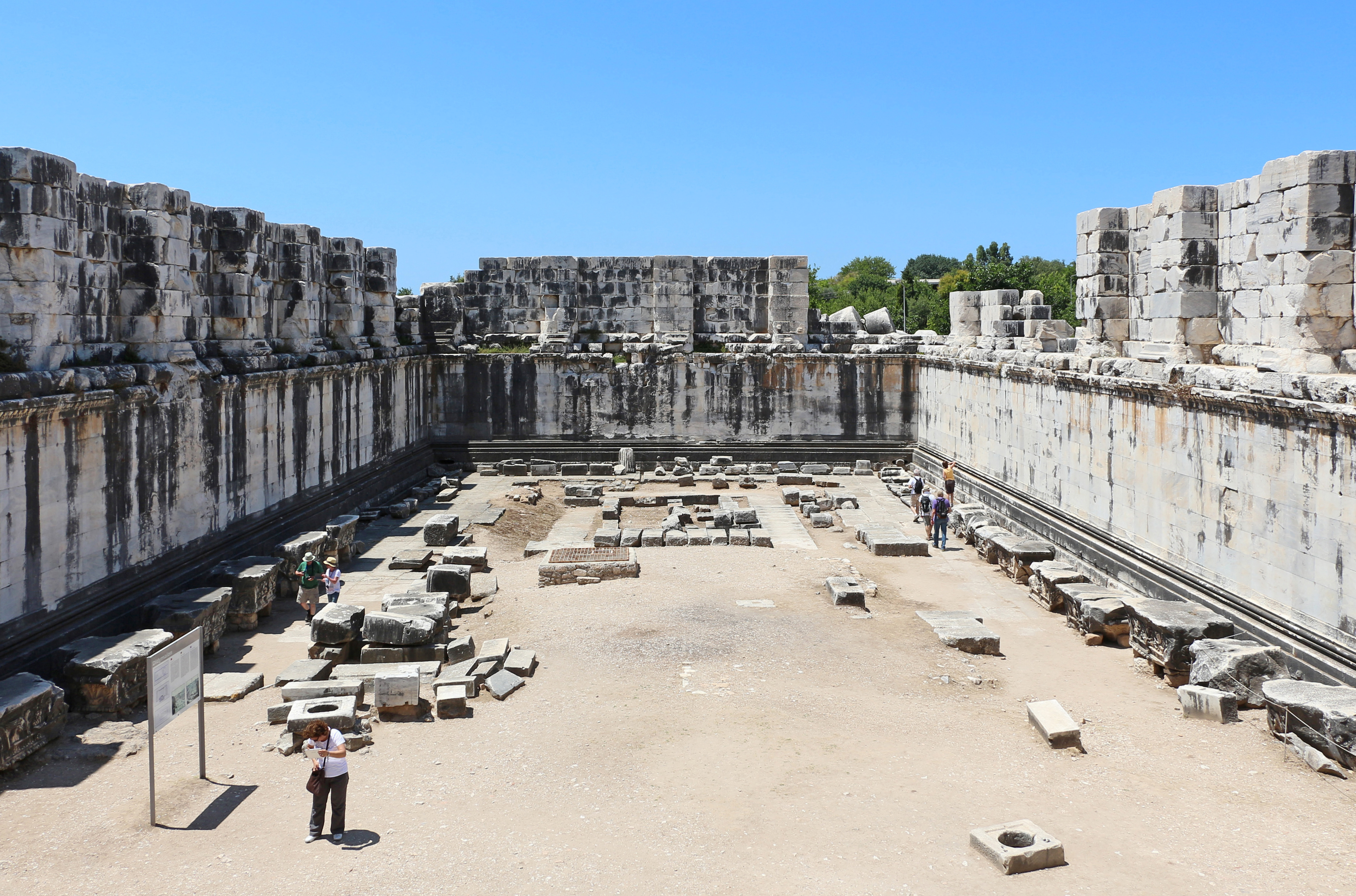
Adyton v Apollónově chrámu v Didymě

Adyton (starořecky ἄδῠτον, latinsky adytum) je označení malé vnitřní části (obvykle mezi cellou a opistodomem) starořeckého nebo starořímského chrámu, kam byl výrazně omezen přístup. Často se právě zde nalézala modla a směli sem vstoupit pouze kněží nebo věštci. Typicky se jednalo o malý prostor, například v Delfách měl rozměry 2,7×3,7 metru.
Příbuzný koncept nepřístupné části chrámu v řecké pravoslavné církvi se označuje slovem abaton (starořecky ἄβατον).